# ادری تارس
اُدری تارس ریاضی‌دان اهل ایالات متحده آمریکا متولد ۱۰ سپتامبر ۱۹۴۲ در شهر واشینگتن، دی.سی. است و در زمینه نظریه اعداد، تابع زتای ریمان و آشوب کوانتومی کار کرده‌است. او مدرک بی‌ای خود را از دانشگاه مریلند، کالج پارک و پی‌اچ‌دی را از دانشگاه ییل اخذ کرده‌است. از سال ۱۹۷۲ در دانشگاه کالیفرنیا، سن دیگو به تدریس پرداخت. او به زمینه‌های نظریه تحلیلی اعداد، گراف (ریاضی)، گروه متناهی و نظریه گراف جبری علاقه‌مند و مشغول تحقیق است. وی در سال ۲۰۱۲ عضو انجمن ریاضی آمریکا شد.